# Espresso Macchiato (canción)
«Espresso Macchiato» es una canción del rapero y cantante estonio Tomas Tammemets, más conocido por su seudónimo Tommy Cash. Fue escrito por Tammemets y el compositor finlandés Johannes Naukkarinen, con producción a cargo de Naukkarinen. El sencillo fue lanzado el 7 de diciembre de 2024 y representó Estonia en el Festival de la Canción de Eurovisión 2025, terminando en tercer lugar con 356 puntos.
El 9 de mayo de 2025 se lanzó un remix del rapero italiano Tony Effe.

## Antecedentes y composición
«Espresso Macchiato» es una canción dance pop caracterizada por el flow típico de rap y elementos de electro swing. La letra, en una mezcla macarrónica de inglés roto, espanglish y dialecto broccolino del italiano americano, fue escrita por Tommy Cash junto con Johannes Naukkarinen. En una entrevista con Kroonika, Tommy Cash afirmó que la idea de la canción nació "naturalmente", sin la intención de escribirla específicamente para competir en el Festival de la Canción de Eurovisión. Naukkarinen es conocido por ser uno de los compositores de "Cha Cha Cha" del rapero finlandés Käärijä, que representó a Finlandia en el Festival de la Canción de Eurovisión 2023.

## Vídeo musical
El visualizador que acompaña a la canción, publicado junto con el canal de YouTube de Tommy Cash, lo retrata sentado frente a una mesa mientras prepara y bebe el caffè macchiato, que le da el título a la canción. El entorno minimalista y el gesto repetitivo recuerdan a un clip del artista estadounidense Andy Warhol comiendo una hamburguesa del documental 66 Scenes from America (1982) del director de cine danés Jørgen Leth.
En febrero de 2025 tuvo lugar en Barcelona el rodaje del vídeo musical oficial, que se estrenó el 16 de marzo siguiente. En el vídeo, Tommy Cash baila principalmente con su doble, y los dos son absorbidos por un vaso de papel y se «fusionan» en un solo individuo.

## Recepción y controversia
«Espresso Macchiato» contiene letras sobre espaguetis, personajes de la mafia  y otros estereotipos asociados con la cultura italiana, lo que lo ha convertido en un tema de notable controversia en la prensa italiana. Tras su victoria en el Eesti Laul, la RAI le dedicó informes, y la asociación de consumidores italiana Codacons solicitó a la Unión Europea de Radiodifusión (UER) que descalificara la canción del concurso por su contenido «ofensivo» al contar con estereotipos dirigidos a Italia y a los italianos, informando a la organización de la «clara» violación de las reglas del evento que prohíben la participación de canciones discriminatorias o que ofendan a otras personas. Los exponentes políticos de la Liga Norte, incluido el vicepresidente del Senado de la República Gian Marco Centinaio, también pidieron la descalificación de la canción, sosteniendo que «quien insulte a Italia debe quedarse fuera de Eurovisión».
En un artículo escrito para LaC News24, Luca Arnaù definió «Espresso Macchiato» como «no una canción», sino más bien «una experiencia. Un experimento. Una oda a la caricatura italiana, aderezada con un texto que parece salido del traductor de Google en LSD».

## Festival de la Canción de Eurovisión 2025

### Eesti Laul2025
Eesti Laul 2025 fue la 17.ª edición del concurso nacional Eesti Laul, organizado por ERR para seleccionar su candidatura al Festival de la Canción de Eurovisión 2025. La competición consistió en una final de 16 canciones, celebrada en el Unibet Arena de Tallin el 15 de febrero de 2025. El ganador se eligió en dos rondas de votación. En la primera ronda, un jurado (50%) y el televoto público (50%) determinaron las tres mejores candidaturas para pasar a la superfinal, donde el ganador se eligió íntegramente mediante televoto público.
El 6 de noviembre de 2024, Tomas Tammemets (Tommy Cash) fue anunciado como uno de los participantes en Eesti Laul 2025, la selección de Estonia para el Festival de la Canción de Eurovisión 2025, con la canción «Espresso Macchiato». La canción ganó el concurso en la final, lo que le valió el derecho a representar a Estonia en el próximo Eurovisión 2025.

### Eurovisión
El Festival de la Canción de Eurovisión 2025 tuvo lugar en St. Jakobshalle en Basilea, Suiza, y consistió en dos semifinales celebradas el 13 y el 15 de mayo, y la final el 17 de mayo de 2025. Durante el sorteo celebrado el 28 de enero de 2025, Estonia fue sorteada para competir en la primera semifinal, actuando en la primera mitad del espectáculo. La canción calificó para la final  y recibió 356 puntos, colocando a Estonia en tercer lugar.

## Listas
| Lista (2025)                          | Posición |
| ------------------------------------- | -------- |
| Estonia Airplay (TopHit)              | 1        |
| Islandia (Tónlistinn)                 | 29       |
| Italia (FIMI)                         | 69       |
| Italia (FIMI) Tony Effe Remix         | 53       |
| Letonia (LaIPA)                       | 18       |
| Lituania (AGATA)                      | 35       |
| Lituania Airplay (TopHit)             | 7        |
| Suecia Heatseeker (Sverigetopplistan) | 18       |

| Lista (2025)              | Posición |
| ------------------------- | -------- |
| Estonia Airplay (TopHit)  | 1        |
| Lituania Airplay (TopHit) | 11       |